# Anthony Venables

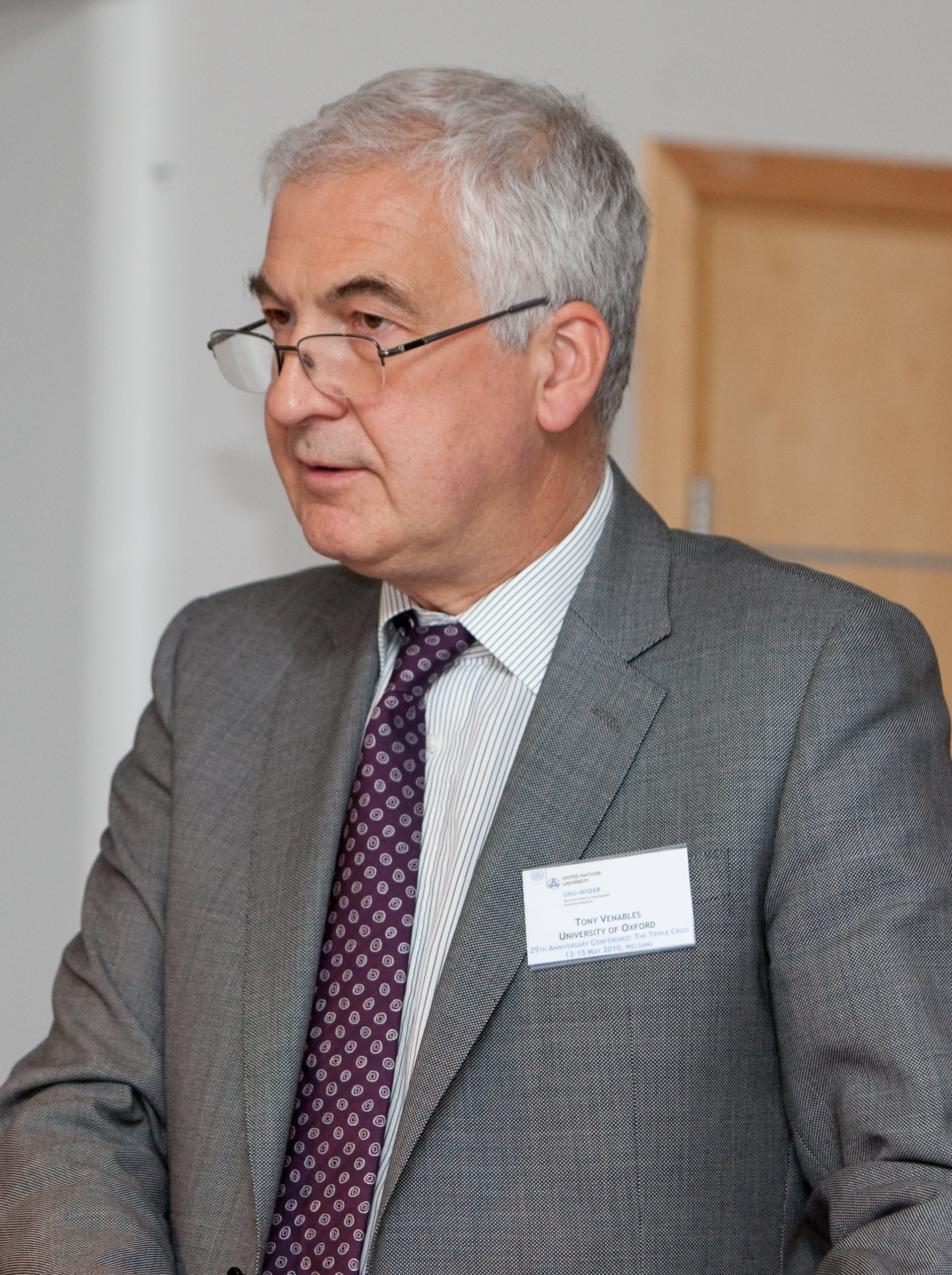
Anthony Venables (2010)

Anthony James Venables, CBE, (* 25. April 1953) ist ein britischer Wirtschaftswissenschaftler.

## Werdegang, Forschung und Lehre
Zwischen 1971 und 1974 absolvierte Venables ein Wirtschaftswissenschaftsstudium am Clare College der University of Cambridge, dass er mit dem akademischen Grad eines Bachelor of Arts beendete. Anschließend wechselte er an die University of Oxford. Dort graduierte er 1976 als Bachelor of Philosophy und 1984 als Doctor of Philosophy in Wirtschaftswissenschaften.
Ab 1978 war Venables zunächst Lecturer an der University of Oxford, ab 1979 an der University of Sussex. 1988 folgte er einem Ruf der University of Southampton, an der er zum ordentlichen Professor berufen wurde. 1992 wechselte er an die London School of Economics and Political Science, wo er Professor für internationale Wirtschaft und parallel Direktor für das Globalisierungs-Programm am dortigen Centre for Economic Performance wurde. 2007 kehrte er an die University of Oxford zurück. Er visitierte zudem unter anderem an der Chinese University of Hong Kong und der University of British Columbia.
Venables trat für verschiedene Institutionen und Einrichtungen als wissenschaftlicher Berater in Erscheinung, hierzu gehören die Weltbank, die WTO, der Internationale Währungsfonds, die Afrikanische Entwicklungsbank, die Asiatische Entwicklungsbank, die Europäische Bank für Wiederaufbau und Entwicklung und die OECD. Er ist seit 2003 Fellow der Econometric Society, seit 2005 ist er Fellow der British Academy. Zwischen 1991 und 1995 war er Redakteur des European Economic Review, seinerzeit offizielles Organ der Europäischen Ökonomischen Vereinigung.
Venables Arbeitsschwerpunkt liegt im Bereich der Volkswirtschaftslehre, dabei gehörte er unter anderem neben Paul Krugman und Masahisa Fujita zu den Pionieren der sog. „Neuen Ökonomischen Geographie“. Das von den drei Autoren 1999 erstmals veröffentlichte und später in verschiedene Sprachen übersetzte Werk The Spatial Economy: Cities, Regions, and International Trade erläutert Hintergründe zu großflächigen wirtschaftlichen Agglomerationen auf verschiedenen räumlichen Ebenen und gilt damit als Hauptwerk der Theorie. Es gehört zu den meistzitierten Werken Venables. Zudem setzt er sich insbesondere mit den ökonomischen Effekten der Urbanisierung in Entwicklungsländern auseinander.